# 黃秉乾 (分子遺傳學家)
黃秉乾（英語：Huang Pien-chien，1931年9月24日－2020年8月3日
），美籍華裔分子遺傳學家。

## 生平
祖籍廣東、生於上海，美國約翰霍普金斯大學生物化學系教授，1986年當選中華民國中央研究院院士。
黃秉乾的妻子黃周汝吉是分子生物學家和生物化學家，與丈夫一樣任教於約翰霍普金斯大學，也是中央研究院院士。